# 가이지 (열차)
가이지 호(일본어: かいじ)는 동일본 여객철도 주오 본선을 운행하는 특급열차 중 하나이다. 주로 도쿄도 신주쿠역에서 고후역까지 운행하며, 일부는 도쿄역이나 류오역에도 운행한다.
차량은 E353계 열차가 투입된다.

## 개요
주오 히가시 선을 운행하는 특급 아즈사 호 중에서 짧은 구간을 운행하는 열차를 따로 분류해 놓았다. 아즈사 호와 비교할 때, 정차역이 많고, 운행시간도 오래 걸린다. 기본적으로 E257계 9량(일부는 11량)열차가 편성된다. 이 중 4량은 자유석이고, 나머지는 지정석으로 운행한다.
전구간에서 차내 판매를 한다.

## 정차역
- 기본 운행구간

(도쿄 - <요쓰야> - ) 신주쿠 - 미타카(일부 통과) - 다치카와 - 하치오지 - <우에노하라> - 오쓰키 - 엔잔 - 야마나시시 -이사와온센 - 고후 - （류오）
- 하행선 임시연장구간

류오 - 니라사키 - 나가사카 - 고부치자와 - 후지미 - 지노 - 가미스와 - 시모스와 - 오카야 - 시오지리 - 마쓰모토
- 범례
  - ()안에 들어간 역 : 일부 열차만 운행하는 구간
  - <>안에 들어간 역 : 일부 열차만 정차하는 역

- 평소에는 정차역이 거의 고정되다 시피 하나, 아침이나 저녁처럼 통근시간인 경우 운행구간이나 정차역이 다를 수 있다.
- 가쓰누마부도쿄나 가이야마토에 임시정차할 때도 있다.

## 하마카이지 호
1996년 4월 26일에 처음 운행하였으며 주말이나 공휴일에 운행한다. 아침에는 하행선을, 저녁에는 상행선을 운행한다. 처음에는 고후까지 운행했지만, 1998년부터는 마쓰모토까지 연장운행한다.
- 정차역

(가마쿠라 - 기타카마쿠라 - 오후나 - 신스기타 - 이소고 - 이시카와초 - 간나이 - 사쿠라기초 - )요코하마 - 신요코하마 - 마치다 - 하시모토 - 하치오지 - 오쓰키 - 가쓰누마부도쿄 - 엔잔 - 야마나시 시 -이사와온천 - 고후 - 니라사키 - 고부치자와 - 후지미(하행선만) - 지노 - 가미스와 - 시모스와 - 오카야 - 시오지리 - 마쓰모토

## 차량
- E257계
- 185계(하마카이지 호)

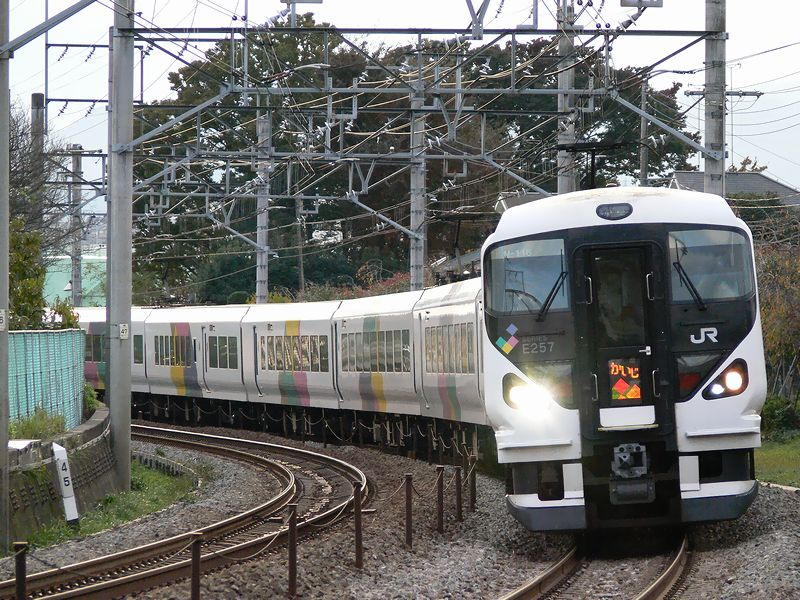
E257계 가이지 호
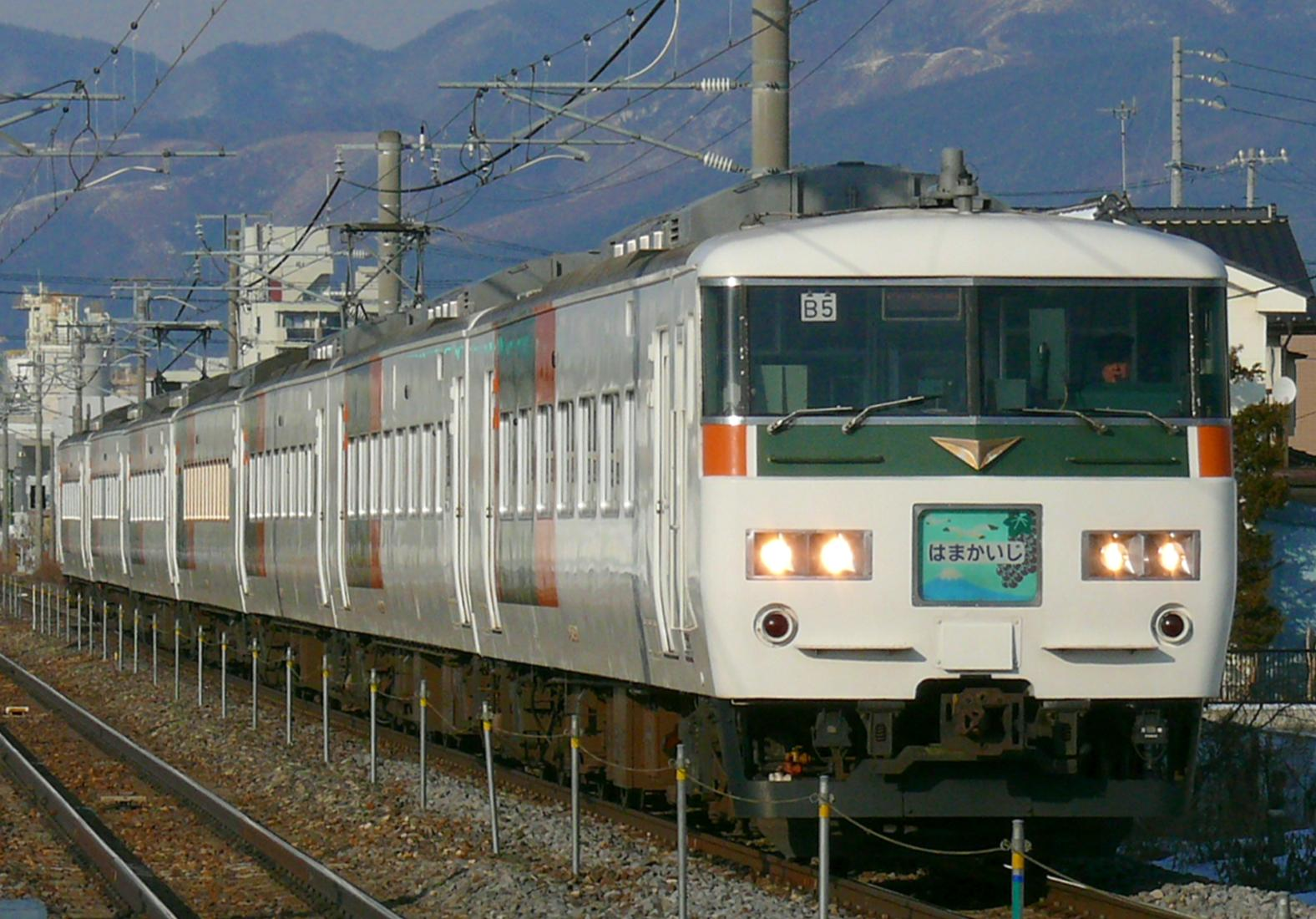
185계 하마카이지 호